# Ouvriers du règne du Christ
Les ouvriers du règne du Christ (operarios del Reino de Cristo) forment une société de vie apostolique masculine de droit pontifical.

## Historique
La société est fondée le 12 septembre 1963 par Enrique Amezcua Medina (1918-1992), dans la basilique Notre-Dame-de-Guadalupe de Mexico sous le nom de fraternité sacerdotale des ouvriers du Royaume du Christ et approuvée comme pieuse union par l'évêque José Abraham Martínez y Betancourt.
Les deux premiers membres de la société (le fondateur et Don Everardo Mendoza Valencia) commencent immédiatement à former six jeunes aspirants à la prêtrise. Luis Morales Reyes, évêque de Tacámbaro de 1979 à 1985, transforme l'union pieuse en une société de vie commune sans vœux et approuve les premières constitutions. Après la révision du code de droit canonique, le 21 novembre 1991. Mgr Alberto Suárez Inda transforme la société en une société de vie apostolique de droit diocésain. La société reçoit l'approbation du Saint-Siège le 11 juin 2010.

## Activité et diffusion
L’objectif principal des ouvriers du Royaume de Christ est de susciter des vocations sacerdotales et de former les jeunes aux séminaires.
Ils sont présents en : 
- Europe : Italie, Espagne.
- Amérique : États-Unis, Mexique, Porto Rico.

La maison-mère est à Santiago de Querétaro.
En 2010, la société comptait 42 maisons et 213 membres, dont 135 prêtres.